# 白坂卓也
白坂 卓也（しらさか たくや、1984年5月20日 - ）は、千葉県千葉市出身の男性レーシングドライバー。

## レース戦績
- 2000年 - カートレースデビュー　新東京サーキットを中心に FA2クラス等へ参戦
- 2003年 - ワコーズサポートドライバーオーディション合格（東日本代表）
- 2004年 - 「ワコーズプロジェクト」よりFJ1600 茂木シリーズ参戦
- 2005年 - 服部尚貴の立ち上げた「TeamNaoki」に抜擢される。
  - 「TeamNaoki with レプリスポーツ」よりFJ鈴鹿シリーズ参戦
- 2006年 - 
  - 05年に続き「TeamNaoki」よりFJ鈴鹿シリーズ参戦。開幕戦ポールポジション獲得　日本一決定戦　第1レグ1位
- 2007年 - 
  - 「TeamNaoki」よりフォーミュラ・トヨタ参戦ランキング8位　全戦ポイント獲得
  - スーパー耐久　第4、5戦　ST2クラス　スポット参戦
  - 全日本スポーツカー耐久選手権第3戦　LMP2クラス　スポット参戦
- 2008年 - 
  - スーパー耐久（ST2クラス）参戦。第5戦、岡山３位　第6戦、菅生優勝　最終戦、茂木優勝（師匠、服部選手と組み2連勝3戦連続表彰台）
  - フォーミュラ4西日本シリーズスポット参戦
  - フォーミュラ4日本一決定戦セミファイナル2位
- 2009年 - チームシーケンシャルより（2008年度ST2クラスチャンピオンチーム）スーパー耐久スポット参戦
- 2010年 - 新規チーム「KYOSHOアリスモータース」へ加入 スーパー耐久参戦
- 2011年 - KYOSHOアリスモータースよりスーパー耐久へ参戦 第5戦優勝
- 2012年 - ランナップスポーツよりSUPER GT300クラス（キャラウェイ　コルベットZ06R GT3）スポット参戦
- 2013年 - ランナップスポーツよりSUPER GT300クラス（NISSAN NISMO GT-R GT3）参戦

### SUPER GT
| 年     | チーム                   | 使用車両                          | クラス | 1      | 2       | 3      | 4      | 5      | 6       | 7      | 8       | 順位 | ポイント |
| ------ | ------------------------ | --------------------------------- | ------ | ------ | ------- | ------ | ------ | ------ | ------- | ------ | ------- | ---- | -------- |
| 2012年 | TOMEI SPORTS             | キャラウェイ コルベット Z06.R GT3 | GT300  | OKA    | FSW Ret | SEP 17 | SUG 17 | SUZ    | FSW Ret | AUT 20 | TRM 20  | NC   | 0        |
| 2013年 | TOMEI SPORTS             | 日産・GT-R NISMO GT3              | GT300  | OKA 18 | FSW Ret | SEP 18 | SUG 23 | SUZ    | FSW 23  | AUT 23 | TRM     | NC   | 0        |
| 2014年 | PACIFIC DIRECTION RACING | ポルシェ・911 GT3R                | GT300  | OKA 12 | FSW 13  | AUT 19 | SUG 17 | FSW 15 | SUZ 7   | CHA    | TRM 9   | 25位 | 7        |
| 2015年 | PACIFIC RACING TEAM      | マクラーレン・MP4-12C GT3         | GT300  | OKA 23 | FSW Ret | CHA    | FSW 16 | SUZ 22 | SUG 23  | AUT 20 | TRM Ret | NC   | 0        |